# Wola Cyrusowa-Kolonia
Wola Cyrusowa-Kolonia [pronunciación en polaco: /ˈvɔla t͡sɨruˈsɔva kɔˈlɔɲa/] es un pueblo en el distrito administrativo de Gmina Dmosin, dentro del condado de Brzeziny, Voivodato de Łódź, en el centro de Polonia. Se encuentra a unos 6 kilómetros al sur de Dmosin, 9 kilómetros al norte de Brzeziny, y a 23 kilómetros al noreste de la capital regional Łódź.